# 索尔萨诺
索尔萨诺，是西班牙拉里奥哈自治区的一个市镇。总面积10平方公里，总人口208人（2001年），人口密度21人/平方公里。